# Polícia Judiciária Militar
A Polícia Judiciária Militar (PJM), corpo superior de polícia criminal auxiliar da administração da justiça, organizado hierarquicamente na dependência do membro do Governo responsável pela área da defesa nacional e fiscalizado nos termos da lei, é um serviço central da administração direta do Estado, dotado de autonomia administrativa.
A PJM tem por missão coadjuvar as autoridades judiciárias na investigação criminal, desenvolver e promover as ações de prevenção e investigação criminal da sua competência ou que lhe sejam cometidas pelas autoridades judiciárias competentes.

## Competência

### Compete à Polícia Judiciária Militar
Coadjuvar as autoridades judiciárias em processos relativos a crimes cuja investigação lhe incumba realizar ou quando se afigure necessária a prática de atos que antecedem o julgamento e que requerem conhecimentos ou meios técnicos especiais. 
Efetuar a deteção e dissuasão de situações propícias à prática de crimes estritamente militares, em ligação com outros órgãos de polícia criminal e com as autoridades militares, bem como dos crimes comuns ocorridos no interior de unidades, estabelecimentos e órgãos militares. 
Realizar a investigação dos crimes estritamente militares e de crimes cometidos no interior de unidades, estabelecimentos e órgãos militares, nos termos previstos no Código de Justiça Militar (CJM).

### Competência em matéria de coadjuvação das autoridades judiciárias
A PJM atua no processo sob a direção das autoridades judiciárias e na sua dependência funcional, sem prejuízo da respetiva organização hierárquica e autonomia técnica e tática.

### Competência em matéria de prevenção criminal
Compete à Polícia Judiciária Militar efetuar a deteção e dissuasão de situações propícias à prática de crimes estritamente militares, em ligação com outros órgãos de polícia criminal e com as autoridades militares.
A Polícia Judiciária Militar tem acesso à informação necessária à caracterização, identificação e localização das atividades ali referidas, podendo proceder à identificação de pessoas e realizar vigilâncias, se necessário, com recurso a todos os meios e técnicas de registo de som e de imagem, bem como a revistas e buscas, ao abrigo do disposto no Código de Processo Penal.

### Competência em matéria de investigação criminal
É da competência específica da Polícia Judiciária Militar a investigação dos crimes estritamente militares. 
A Polícia Judiciária Militar tem ainda competência reservada para a investigação de crimes cometidos no interior de unidades, estabelecimentos e órgãos militares.
Os demais órgãos de polícia criminal devem comunicar de imediato à Polícia Judiciária Militar os factos de que tenham conhecimento relativos à preparação e execução de crimes referidos nos números anteriores, apenas podendo praticar, até à sua intervenção, os atos cautelares e urgentes para obstar à sua consumação e assegurar os meios de prova.

## Dever de cooperação
A Polícia Judiciária Militar está sujeita ao dever de cooperação nos termos da lei.
As entidades públicas e privadas, nas pessoas dos respetivos representantes, devem prestar à Polícia Judiciária Militar a cooperação que justificadamente lhes for solicitada.

## Direito de acesso à informação
A Polícia Judiciária Militar acede directamente à informação relativa à identificação civil e criminal constante dos ficheiros magnéticos dos serviços de identificação civil e criminal e presta obrigatoriamente colaboração na análise de aplicações de tratamento automático da informação com interesse para a prevenção e investigação criminal, quando efetuada pelo Instituto das Tecnologias de Informação na Justiça.
A Polícia Judiciária Militar acede à informação de interesse criminal contida nos ficheiros de outros organismos nacionais e internacionais, sem prejuízo do disposto nas normas e procedimentos aplicáveis.

## Autoridades de polícia criminal
São autoridades de polícia criminal, nos termos e para os efeitos do Código de Processo Penal (CPP), os seguintes funcionários da Polícia Judiciária Militar:
- O director
- O subdirector
- Os chefes de divisão das divisões de investigação
- Os oficiais investigadores
- O demais pessoal de investigação criminal pode, com observância das disposições legais, proceder à identificação de qualquer pessoa

## Uso de arma de fogo
As autoridades de polícia criminal, o pessoal de investigação criminal, o pessoal do Laboratório de Polícia Técnica Científica (LPTC) e o pessoal de segurança têm direito ao uso e porte de arma de calibre e tipo aprovados por portaria do Ministro da Defesa Nacional, independentemente de licença, ficando obrigados ao seu manifesto quando as mesmas sejam de sua propriedade.
A Polícia Judiciária Militar pode utilizar armas de qualquer modelo e calibre.
Armas utilizadas
- Glock 19
- Heckler & Koch MP5
- Heckler & Koch MP7
- Shotguns

## História

### Criação do Serviço de Polícia Judiciária Militar (SPJM)
A 23 de Setembro de 1975, foi criado o Serviço de Polícia Judiciária Militar (SPJM), através do Decreto-lei n.º 520/75 .

### Ordenação Heráldica do Serviço de Polícia Judiciária Militar
Em 1987, a Portaria n.º 150/87 de 5 de Março definiu os símbolos heráldicos da PJM, incluindo o uso de um brasão de armas. Este brasão inclui a frase latina "Justum et Tenacem". 
A Portaria 396/2019 de 15 de novembro de 2019, introduz alterações à simbologia uma vez que que os símbolos heráldicos da PJM já não representavam a atual dependência hierárquica bem como a missão da PJM.

### Mudança de nome e passagem para a tutela do Ministério da Defesa Nacional
Em 1993, o SPJM passou para a dependência do ministério da Defesa dependência do Ministro da Defesa Nacional, com a nova designação de Polícia Judiciária Militar (PJM). Esta alteração foi efetuada pelo Decreto-lei n.º 47/93, de 26 de Fevereiro de 1993. 

### Diretores
- Capitão de mar e guerra Paulo Manuel José Isabel (2018-presente) [4][5]
- Coronel Luís Augusto Vieira (2012-2018) [6]
- Tenente-general Duarte Manuel Alves dos Reis (2009-2012) [7]
- Tenente-general João Soares Guerreiro Rodrigues (2007-2009) [8][7]
- Major-general Fernando Governo dos Santos Maia (2001-2007)[9][10]

### Sub-diretores
Coronel Gil Prata (2004-2008)
- Coronel Alcino Roque (1985-2001) [10]